# 五角马先蒿
五角马先蒿（学名：Pedicularis pentagona）为列当科马先蒿属的植物，是中国的特有植物。分布在中国大陆的云南、西藏等地，生长于海拔2,800米的地区，多生长在生长干燥以及稍阴湿的山坡上，目前尚未由人工引种栽培。